# William Mikelbrencis
William Mikelbrencis (Forbach, 25 februari 2004) is een Frans voetballer die doorgaans als rechtervleugelverdediger speelt. In januari 2022 maakte Mikelbrencis zijn profdebuut voor FC Metz  in de Ligue 1. In juli van datzelfde jaar vertrok hij naar Hamburger SV.

## Clubloopbaan

### Jeugd
Mikelbrencis begon op zesjarige leeftijd met voetballen bij  AS Montbronn. In 2015 maakte hij de overstap naar de jeugdopleiding van FC Metz waar hij alle jeugdelftallen doorliep. Vanaf december 2020 trainde hij regelmatig mee met het eerste elftal. In april 2021 tekende hij zijn eerste profcontract, met een looptijd tot juni 2023.

### FC Metz
Op 10 februari 2021 werd Mikelbrencis voor het eerst door trainer Frédéric Antonetti opgenomen in de wedstrijdselectie van het eerste elftal van FC Metz, voor een bekerwedstrijd in de derde ronde tegen Amiens SC. Hij kwam die wedstrijd niet in actie. In het seizoen 2021/22 begon hij in het tweede elftal van FC Metz. Op 7 augustus 2021 maakte hij zijn debuut in de Championnat National 2, in de competitiewedstrijd tegen  FC 93 Bobigny. In de elfde speelronde scoorde hij zijn eerste doelpunt op dit niveau, tijdens de met 2–0 gewonnen thuiswedstrijd tegen Sainte-Geneviève, Hij tekende in de 58e minuut voor het tweede doelpunt van de wedstrijd. Kort daarna volgde zijn definitieve overstap naar het eerste elftal.
Op 9 januari 2022 maakte Mikelbrencis zijn debuut in de Ligue 1, mede door de afwezigheid van meerdere spelers die deelnamen aan de Afrika Cup.  Hij startte als rechtervleugelverdediger in de thuiswedstrijd tegen RC Strasbourg en werd na 61 minuten gewisseld. In de loop van het seizoen zat hij regelmatig op de bank en kwam uiteindelijk negen keer in actie voor het eerste elftal, voornamelijk als rechtermiddenvelder. FC Metz eindigde het seizoen op de negentiende plaats en degradeerde daarmee naar de Ligue 2. Pogingen van de club om zijn contract open te breken bleven zonder succes.
In het nieuwe seizoen (2022/23) stond Mikelbrencis onder de nieuwe trainer László Bölöni in de basis tijdens de openingswedstrijd tegen Amiens SC, die met 3–0 werd gewonnen. Op 20 augustus 2022 scoorde hij zijn eerste doelpunt in het betaalde voetbal, tijdens een 3–3 gelijkspel tegen Stade Lavallois. Hij maakte de 0–2 na een voorzet vanLamine Gueye. Een week later speelde hij tegen Dijon zijn laatste wedstrijd voor FC Metz, waarna hij de overstap maakte naar Hamburger SV.

### Hamburger SV
Op 31 augustus 2022, de laatste dag van de transferperiode, tekende Mikelbrencis een vierjarig contract bij Hamburger SV, met een looptijd tot juni 2026. Hij werd aangetrokken als toekomstige opvolger van Moritz Heyer. Aan het begin van het seizoen begon hij als wisselspeler. Zijn debuut voor Die Rothosen volgde op 17 september 2022 in de thuiswedstrijd tegen Fortuna Düsseldorf, waarin hij in de 93e minuut Robert Glatzel verving. Op 23 oktober 2022 stond hij voor het eerst in de basis, als vervanger van de geblesseerde Heyer, tijdens de met 2–3 verloren thuiswedstrijd tegen 1.FC Magdeburg. Hij werd na 55 minuten gewisseld voor László Bénes. In het seizoen 2022/23 kwam hij uiteindelijk tot vijf competitiewedstrijden. HSV eindigde als derde en speelde promotie/degradatieduels tegen VfB Stuttgart. De heenwedstrijd in Stuttgart werd met 3–0 verloren, en in de terugwedstrijd kwam Mikelbrencis in de 69e minuut bij een 1–2 achterstand in het veld voor Heyer. HSV verloor ook die wedstrijd (1–3) en bleef daardoor in de 2. Bundesliga.
Het seizoen 2023/24 werd gekenmerkt door blessureleed. In de voorbereiding liep Mikelbrencis een heupblessure op, waardoor hij de seizoensstart miste. In speelronde zeven maakte hij zijn rentree in de uitwedstrijd tegen VfL Osnabrück, waarin hij in de rust inviel voor Heyer. Richting de winterstop stond hij enkele keren in de basis, maar tijdens het trainingskamp in Spanje scheurde hij een enkelband. Hierdoor kwam hij in de rest van het seizoen niet meer in actie voor het eerste elftal. Wel speelde hij enkele wedstrijden bij het tweede elftal om ritme op te doen. 
Door de komst van Daniel Elfadli kon Mikelbrencis in het seizoen 2024/25 aanvankelijk geen vaste basisplaats veroveren onder trainer Steffen Baumgart. Hij speelde regelmatig in het tweede elftal en maakte op 22 september 2024 zijn eerste doelpunt voor HSV, in de met 5–0 gewonnen thuiswedstrijd tegen VfB Oldenburg. Hij scoorde het vierde doelpunt na een voorzet van Bilal Yalcinkaya. Na het ontslag van Baumgart kreeg Mikelbrencis onder interim-trainer Merlin Polzin opnieuw een kans. In diens eerste wedstrijd, tegen Karlsruher SC, kreeg hij een basisplaats die hij de rest van het seizoen wist te behouden. Hij leverde daarmee een bijdrage aan de tweede plaats op de ranglijst, waarmee HSV na 2.555 dagen terugkeerde naar de Bundesliga.

## Clubstatistieken
| Seizoen                    | Club            | Competitie             | Competitie | Competitie | Beker | Beker | Internationaal | Internationaal | Overig | Overig | Totaal | Totaal |
| Seizoen                    | Club            | Competitie             | Wed.       | Dlp.       | Wed.  | Dlp.  | Wed.           | Dlp.           | Wed.   | Dlp.   | Wed.   | Dlp.   |
| -------------------------- | --------------- | ---------------------- | ---------- | ---------- | ----- | ----- | -------------- | -------------- | ------ | ------ | ------ | ------ |
| 2021/22                    | FC Metz B       | Championnat National 2 | 15         | 1          | –     | –     | –              | –              | 9      | 0      | 24     | 1      |
| 2022/23                    | FC Metz         | Ligue 2                | 5          | 1          | –     | –     | –              | –              | –      | –      | 5      | 1      |
| 2022/23                    | Hamburger SV    | 2. Bundesliga          | 6          | 0          | 1     | 0     | –              | –              | 1      | 0      | 8      | 0      |
| 2023/24                    | Hamburger SV    | 2. Bundesliga          | 6          | 0          | 2     | 0     | –              | –              | 6      | 0      | 14     | 0      |
| 2024/25                    | Hamburger SV    | 2. Bundesliga          | 25         | 0          | 1     | 0     | –              | –              | 5      | 1      | 31     | 1      |
| Carrière totaal            | Carrière totaal | Carrière totaal        | 57         | 2          | 4     | 0     | –              | –              | 21 *   | 1      | 82     | 3      |
| Bijgewerkt tot 25 mei 2025 |                 |                        |            |            |       |       |                |                |        |        |        |        |

* In het seizoen 2021/22 speelde Mikelbrencis voor het tweede elftal van FC Metz en kwam hij daarnaast negen keer in actie voor het eerste elftal in de Ligue 1. In de seizoenen 2023/24 en 2024/25 speelde Mikelbrencis regelmatig mee met het tweede elftal van Hamburger SV in de Regionalliga Nord, ondanks zijn status als selectiespeler van het eerste elftal.

## Interlandloopbaan
Mikelbrencis kwam uit voor meerdere Franse jeugdelftallen. Op 24 september 2019 debuteerde hij voor Frankrijk –16 in een met 1–1 gelijkgespeelde oefeninterland tegen Wales. In totaal speelde hij twintig jeugdinterlands voor Frankrijk, waarin hij onder meer samenspeelde met El Chadaille Bitshiabu, Warren Zaïre-Emery,Wilson Odobert en Désiré Doué.
| Jeugdinterlands van William Mikelbrencis voor Frankrijk ( ) | Jeugdinterlands van William Mikelbrencis voor Frankrijk ( ) | Jeugdinterlands van William Mikelbrencis voor Frankrijk ( ) | Jeugdinterlands van William Mikelbrencis voor Frankrijk ( ) | Jeugdinterlands van William Mikelbrencis voor Frankrijk ( ) | Jeugdinterlands van William Mikelbrencis voor Frankrijk ( ) |
| №                                                           | Datum                                                       | Wedstrijd                                                   | Uitslag                                                     | Soort Wedstrijd                                             | Doelpunten                                                  |
| Als speler bij Onder-16                                     | Als speler bij Onder-16                                     | Als speler bij Onder-16                                     | Als speler bij Onder-16                                     | Als speler bij Onder-16                                     | Als speler bij Onder-16                                     |
| ----------------------------------------------------------- | ----------------------------------------------------------- | ----------------------------------------------------------- | ----------------------------------------------------------- | ----------------------------------------------------------- | ----------------------------------------------------------- |
| 1.                                                          | 24 september 2019                                           | Wales – Frankrijk                                           | 1 – 1                                                       | Vriendschappelijk                                           |                                                             |
| 2.                                                          | 24 februari 2019                                            | Italië – Frankrijk                                          | 2 – 5                                                       | Vriendschappelijk                                           |                                                             |
| 3.                                                          | 26 februari 2019                                            | Paraguay – Frankrijk                                        | 0 – 5                                                       | Vriendschappelijk                                           |                                                             |
| 4.                                                          | 26 februari 2019                                            | Turkije – Frankrijk                                         | 3 – 1 (n.s.)                                                | Vriendschappelijk                                           |                                                             |
| Als speler bij Onder-18                                     |                                                             |                                                             |                                                             |                                                             |                                                             |
| 1.                                                          | 1 september 2021                                            | Frankrijk – Zwisterland                                     | 2 – 1                                                       | Vriendschappelijk                                           |                                                             |
| 2.                                                          | 3 september 2021                                            | Frankrijk – Portugal                                        | 2 – 4                                                       | Vriendschappelijk                                           |                                                             |
| 3.                                                          | 5 september 2021                                            | Frankrijk – Spanje                                          | 2 – 2                                                       | Vriendschappelijk                                           |                                                             |
| 4.                                                          | 9 oktober 2021                                              | Frankrijk – Algerije                                        | 6 – 0                                                       | Vriendschappelijk                                           |                                                             |
| 5.                                                          | 12 oktober 2021                                             | Frankrijk – Algerije                                        | 6 – 0                                                       | Vriendschappelijk                                           |                                                             |
| 6.                                                          | 11 november 2021                                            | Italië – Frankrijk                                          | 0 – 3                                                       | Vriendschappelijk                                           |                                                             |
| 7.                                                          | 13 november 2021                                            | Italië – Frankrijk                                          | 2 – 1                                                       | Vriendschappelijk                                           |                                                             |
| 8.                                                          | 26 maart 2022                                               | Nederland – Frankrijk                                       | 2 – 1                                                       | Vriendschappelijk                                           |                                                             |
| Als speler bij Onder-19                                     |                                                             |                                                             |                                                             |                                                             |                                                             |
| 1.                                                          | 22 september 2021                                           | Portugal – Frankrijk                                        | 2 – 0                                                       | Vriendschappelijk                                           |                                                             |
| 2.                                                          | 3 september 2021                                            | Frankrijk – Servië                                          | 3 – 1                                                       | Vriendschappelijk                                           |                                                             |
| Als speler bij Onder-20                                     |                                                             |                                                             |                                                             |                                                             |                                                             |
| 1.                                                          | 18 november 2023                                            | België – Frankrijk                                          | 0 – 1                                                       | Vriendschappelijk                                           |                                                             |
| 2.                                                          | 21 november 2023                                            | België – Frankrijk                                          | 2 – 2                                                       | Vriendschappelijk                                           |                                                             |
| 3.                                                          | 25 maart 2024                                               | Duitsland – Frankrijk                                       | 4 – 4                                                       | Vriendschappelijk                                           |                                                             |
| 4.                                                          | 5 juni 2024                                                 | Frankrijk – Mexico                                          | 6 – 5 (n.s.)                                                | Vriendschappelijk                                           |                                                             |
| 5.                                                          | 7 juni 2024                                                 | Frankrijk – Zuid-Korea                                      | 1 – 0                                                       | Vriendschappelijk                                           |                                                             |
| 6.                                                          | 16 juni 2024                                                | Italië – Frankrijk                                          | 1 – 0                                                       | Vriendschappelijk                                           |                                                             |
| Bijgewerkt tot 10 januari 2024                              |                                                             |                                                             |                                                             |                                                             |                                                             |

## Persoonlijk
In februari 2023 raakte Mikelbrencis in opspraak nadat hij samen met teamgenoot Jean-Luc Dompé betrokken was bij een verkeersongeval tijdens een vermoedelijke illegale straatrace. Hamburger SV legde hem hiervoor een forse geldboete op.